# Honke Rambow
Honke Rambow (* 15. August 1968 in Wiesbaden) ist ein deutscher Schriftsteller, Publizist und Musiker, der vor allem durch elektronische Musik im Grenzbereich von Techno und ernster Musik bekannt wurde.

## Werdegang
Mitte der 1990er Jahre veröffentlichte er gemeinsam mit Norbert Voßiek unter den Projektnamen Error 129, Riemke Markt und Di'plinx Platten. Aufsehen erregten die beiden Musiker, weil sie als erste Deutsche auf Richie Hawtins Label Plus 8/Probe und Fred Giannellis Label Telepathic Records unter Vertrag genommen wurden. Um 2000 herum löste sich das Duo auf. Honke Rambow wandte sich deutlicher der akustischen Kunst zu. Eine der letzten gemeinsamen Veröffentlichungen als Di'plinx erschien auf dem Kasseler Label Hör-Spiel-Musik. Das darauf enthaltene Hörspiel Morphtekture zeigt, in welche Richtung sich die Arbeit von Honke Rambow entwickelte. Vollends der bildenden Kunst zuzurechnen ist die Klanginstallation Technische Natur, die Rambow 1998 im Rahmen der Internationalen Bauausstellung Emscher Park im Schalthaus Rheinelbe in Gelsenkirchen realisierte. 2006 nahm Honke Rambow am von Rosanne Altstatt kuratierten internationalen Medienkunstprojekt „Audio Relay“ in Lafayette teil. Zu dieser Zeit arbeitete Rambow mehrfach mit dem britischen Architekten Ian Ritchie zusammen. Neben seiner künstlerischen Tätigkeit trat Honke Rambow als Publizist hervor und beschäftigt sich überwiegend mit den Bezügen zwischen Musik und anderen Künsten.
2011 debütierte Honke Rambow zudem als Theaterautor und Regisseur mit dem Stück „Loges Plan“, das in Bochum am Rottstraße 5 Theater uraufgeführt und 2012 zum NRW Theatertreffen eingeladen wurde. 2014 wurde Rambow eingeladen „Loges Plan“ als Rauminstallation auf der „1st NSK Folk Art Biennale“ in Leipzig zu präsentieren. Weitere Regiearbeiten von Honke Rambow: „Wow, Toll – Heidi und die Chicas“ nach Gregor Weichbrodt und Grischa Stanjek (2012), „Love Letters“ nach Albert Ramsdell Gurney (2012). Am 7. Dezember 2012 wirkte Honke Rambow bei der Moerser Erstaufführung von „Poeme symphonique“ von György Ligeti mit.
Seit 2012 hatte Honke Rambow an der Ruhr-Universität Bochum einen Lehrauftrag inne.
Neben seiner essayistischen Arbeit schrieb Honke Rambow bis 2012 für das Magazin Prinz und danach unter anderem für Coolibri, ruhrbarone, Urbane Künste Ruhr, das Online-Architekturmagazin The Link sowie das Kulturmagazin K.West.
Honke Rambow lebt in Essen.

## Trivia
Ivan Novak – Gründungsmitglied der Gruppe Laibach (Band) – besuchte am 23. November 2012 die letzte Vorstellung von „Loges Plan“ im Rottstraße 5 Theater. Er filmte mit seinem iphone große Teile der Aufführung, die nicht nur die Musik der slowenischen Band verwendet, sondern auch auf Ideen der Neue Slowenische Kunst beruht, und sagte im Anschluss: „Ich hatte große Angst, als ich hier her kam, dass es ein schlimmes Fan-Ding wird, aber das war es ja zum Glück nicht.“

## Diskografie
- Riemke Markt – Schnipp Schnapp, Plus 8/Probe 028, EP
- Riemke Markt – Ruhrbeat, Compilation, Spice Vibes Records
- Error 129 – Controlled Voice, Telepathic 020, EP
- Riemke Markt – Deep Six auf The Correct Use Of Techno, Compilation, BPM France
- Di'Plinx – Destroy The Berlin Mafia, Hörspielmusik 001, EP
- Honke Rambow – 18. Oktober 1977 auf Wittekind Collective, Compilation
- Di'Plinx – Extraneous, Hörspielmusik 1999, EP
- Di'Plinx – 8 Jahre Hörspielmusik (Compilation), HSM 05-2

## Schriften
- Rhythmus, Zeit, Stille – Internationales Kunstforum Band 151
- Reservat mit Hörnern (Das Idyllische in der Musik) – Internationales Kunstforum Band 180
- Grenzen der Entgrenzung – Architektur Musik Drogen (mit Riklef Rambow)
- Wilhelm-Busch-Gymnasium – Betonprisma 86
- Loges Plan – Theaterstück
- Aeneas flüchtend – Theaterstück

## Stipendien und Auszeichnungen
- 1986 – Hochbegabtenstipendium der Richard-Wagner-Gesellschaft, Wiesbaden
- 1987 – Autoren-Stipendium der Bertelsmann-Stiftung
- 2012 – Nennung von „Loges Plan“ als wichtigstes neues deutschsprachiges Stück in der Kritikerumfrage der Theater Pur[5]
- 2012 – Einladung von „Loges Plan“ zum NRW Theatertreffen
- 2013 – 1. Jurypreis und 3. Publikumspreis bei „Urban History Rewritten“[6][7][8]